# Huntsville Symphony Orchestra
L'Huntsville Symphony Orchestra è un'orchestra sinfonica con sede a Huntsville, in Alabama. L'attuale direttore d'orchestra e direttore musicale è Gregory Vajda. Vajda è stato il direttore dalla stagione 2011-2012. Il direttore d'orchestra residente è Joseph Lee.

## Storia
La Huntsville Symphony fu fondata nel 1955 da Alvin Dreger, un violoncellista di Huntsville. Parteciparono quaranta musicisti, molti dei quali erano scienziati nella squadra dello scienziato tedesco di razzi Wernher von Braun. Il loro primo direttore fu il dottor Arthur M. Fraser. Per trent'anni Patrick McCauley, redattore di The Huntsville Times dal 1966 al 1994, è stato membro del consiglio di amministrazione dell'orchestra e ha anche ricoperto il ruolo di presidente.
L'HSO è la più antica orchestra professionale operativa ininterrottamente dello stato dell'Alabama. I direttori passati comprendono: Arthur Fraser (1954-1959), Russell Gerhart (1959-1971), Marx Pales (1971-1988), Taavo Virkhaus (1989-2003) e Carlos Miguel Prieto (2003-2011).
I programmi annuali includono una serie classica, una serie Pops e una serie di Casual Classics. Tra i suoi musicisti più famosi ci sono stati il noto violoncellista Yo-Yo Ma, Canadian Brass e il chitarrista classico Manuel Barrueco.